# 車輪配置 4-4-0

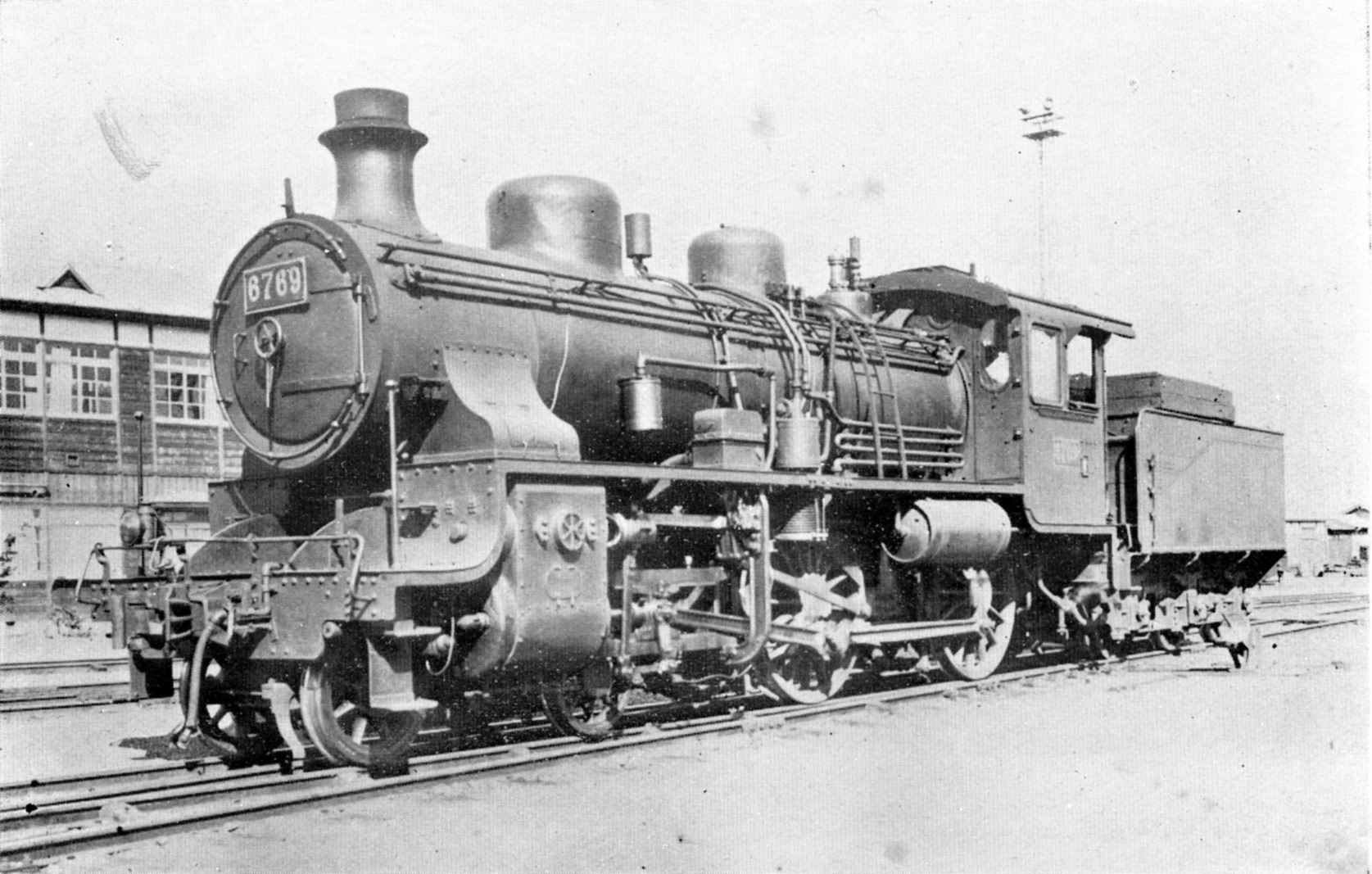
国鉄6760形蒸気機関車

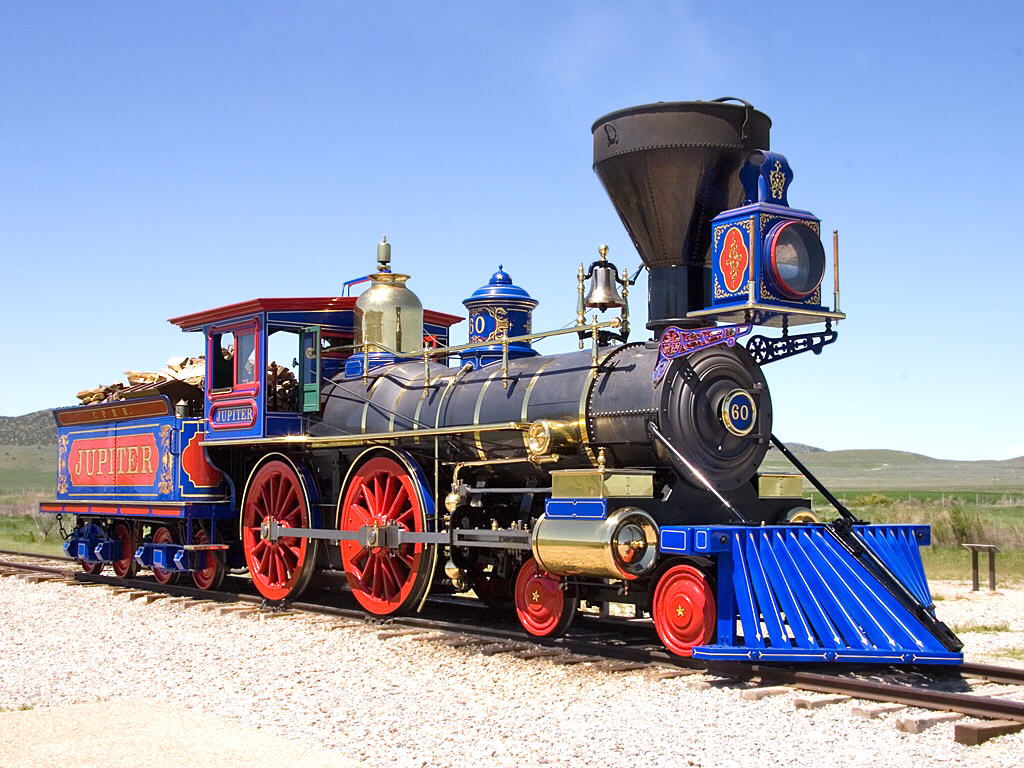
セントラル・パシフィック鉄道のジュピター（レプリカ）

車輪配置 4-4-0 (しゃりんはいち4-4-0、ホワイト式分類)は2軸先輪・2軸動輪で構成されるものをさす。アメリカ式分類での愛称は「アメリカン (American)」。

## 概要
4-4-0という車軸配置は、これ以前にジョン・ジャービスが開発した4-2-0機関車の動輪を増やした形式である。
4-2-0は2軸の先台車がカーブ通過を安定させ、上り坂では重心が後ろ下がりになって動輪の軸重が増し一時的にスリップに強くなるというメリットがあり、これの動輪を増やすことで牽引力が増強され、1840～1880年代の米国の鉄道のあらゆる要求にマッチしたことで19世紀の米国では貨客両用（入れ替え作業含む）の一番ポピュラーな形式となっていた。
この形式の開発は1836年ヘンリー・R・キャンベルがパテントを取っているのだが、車輪が5点支持（先台車のボギー中心と動輪4つの上で支持していた）で脱線しやすい欠点があり、その後別の人たちによって改良案が出た末、ジョセフ・ハリソンがイコライザーを開発して先台車のボギー中心・左の動輪（前後で同一支持）・右の動輪（前後で同一支持）という三点支持で安定性を向上させた。その後、1870年代には輸送量増大で動輪数が少なく火室を大型化しにくい4-4-0は力不足になり、20世紀頃にはすでに旧式になっていたが、これ以後もイギリスのスクールズ級（1930年製造開始）のように車両限界が小さい路線の高速列車用の車両として新造された例もある。
なお西部劇にはしばしば登場する形式であるが、当時製造された「本物」は、今日では米国内にごくわずかしか残っていない（現存する動態機についてはen:4-4-0#Operational historic locomotivesを参照のこと）。

## 各国の車輪配置 4-4-0の機関車
イギリス
グレート・ウェスタン鉄道3700形蒸気機関車
サザン鉄道V形蒸気機関車（スクールズ級）
ファーネス鉄道K2形蒸気機関車
 アメリカ合衆国
ジュピター - 大陸横断鉄道の完成式典にセントラル・パシフィック鉄道が用意した機関車。現存するのはレプリカで、毎年開業の日に庫から引き出され展示される。
ユニオン・パシフィック鉄道119号蒸気機関車同じくユニオン・パシフィック鉄道が用意した機関車。こちらもレプリカが残っている。
 日本
国鉄5130形蒸気機関車
国鉄5160形蒸気機関車
国鉄5500形蒸気機関車
国鉄5830形蒸気機関車
国鉄6200形蒸気機関車
国鉄6500形蒸気機関車
国鉄6760形蒸気機関車